# 솔개속
솔개속(Milvus)은 수리과에 속하는 한 속이다. 솔개 등이 속해 있다.

## 하위 종
- 붉은솔개 (Milvus milvus)
- 솔개 (Milvus migrans)
- 노랑부리솔개 (Milvus aegyptius)